# 大花蒿
大花蒿（学名：Artemisia macrocephala）是菊科蒿属的植物。分布在伊朗、阿富汗、巴基斯坦、蒙古、印度、俄罗斯、克什米尔以及中国大陆的甘肃、西藏、新疆、宁夏、青海等地，生长于海拔1,500米至4,850米的地区，多生在荒漠草原、路边等的常见、洪积扇、山谷、草坡、草原、盐碱地附近、局部地区是植物群落的优势种、砂砾地、森林草原地区、河湖岸边和次优势种，目前尚未由人工引种栽培。